# Amintiri (Samurai Jack)
Amintiri este al nouăsprezecelea episod al serialului de desene animate Samurai Jack.

## Subiect
Jack, călare pe o insectă robotică zburătoare, înfrânge niște motani robotici și eliberează astfel o populație de tirania acestora.
Jack pleacă mai departe, străbate mări și țări, terenuri stâncoase, fluvii, deșerturi, munți, ghețuri, până când ajunge pe niște plaiuri înierbate, însuflețite de ciripit de păsărele, și își potolește setea într-o apă cristalină.
La malul apei găsește o statuie măcinată de timp și acoperită de mușchi. Urcă niște trepte și de pe un promontoriu are priveliștea unui întreg oraș în ruină, pe jumătate acoperit de vegetație. Rămășițele pe care le vede, un clopot, statui, scări, portaluri, toate îi trezesc amintiri și își dă seama că se află acasă, pe meleagurile copilăriei sale. Regăsește chiar și blazonul imperial, inscripționat pe clopot.
Într-un lan auriu și însorit, în țipurituri de greieri, micul Jack aleargă după un greier. Deodată, dă nas în nas cu o fetiță de-o seamă cu el, care și ea alerga după un greier. Copiii se veselesc împreună prin holda mănoasă. Neputând prinde greierii, Jack îi dăruiește fetiței un greier de hârtie (origami), iar ea îi mulțumește cu un pupic.
Micul Jack hrănește peștii din râu, la piciorul unui pod. Deodată, lângă el se oprește un ronin cu copilul său, de vârsta lui Jack. Ei vor să treacă podul cu o încărcătură, dar pe pod stau proțăpiți patru paznici. Roninul se luptă cu ei, îi învinge, își ia copilul care urmărise totul alături de Jack, și trece podul. Inspirat de talentul marțial al roninului, Jack găsește un băț și încearcă să-i imite mișcările.
Micul Jack se joacă cu un ghem alb, când cineva îi pune piedică și îi ia ghemul. Jack încearcă în zadar să-l recupereze, nu are șanse în fața celor trei băieți mai mari și răutăcioși. Ulterior, Jack hrănește niște porumbei și când strănută, porumbeii se sperie și își iau zborul în stol. Inspirat, pune la cale recuperarea ghemului. Așteaptă ca cei trei răutăcioși să treacă iar pe sub pod, unde ademenise cu firimituri un număr însemnat de porumbei. Când băieții cu ghemul ajung la distanța potrivită, Jack stârnește porumbeii, care își iau zborul brusc și cu zgomot, speriindu-i. Ghemul le cade din mână, Jack îl recuperează pe furiș și dispare mulțumit.
Un roboțel în flăcări îl trezește pe Jack cel mare din reverie, cerându-i ajutorul, căci satul său este atacat de dușmani. Jack o ia la goană după el să-l ajute.